# I Love You (pel·lícula de 1986)
I Love You és una pel·lícula franco-cinema italià dirigida per Marco Ferreri i estrenada el 1986.
Es va presentar a competició al 39è Festival Internacional de Cinema de Canes.

## Argument
Michel és un jove atractiu desitjat per les dones, que treballa en una agència de viatges. Viu sol amb el seu company Yves, a l'atur. Un dia troba un clauer amb forma de cara de dona, que respon "I Love You" quan el xiulen, i s'enamora d'ell. Però finalment s'adona que l'objecte fa el mateix amb tothom.

## Repartiment
- Christopher Lambert - Michael
- Eddy Mitchell - Yves
- Agnès Soral - Hélène
- Anémone - Bàrbara
- Flora Barillaro - Maria
- Marc Berman - Peter
- Patrice Bertrand - El client enfadat
- Paula Dehelly - La mare de Pierre
- Maurizio Donadoni - George
- Fabrice Dumeur - Marcel
- Carole Fredericks - Angela
- Laurence Le Guellan - Nicole
- Jean Reno - El dentista
- Olinka Hardiman - La mestra
- Laura Manszky - Camellia / Isabelle
- Jeanne Marine - La prostituta